# Clé (serrurerie)
Pour les articles homonymes, voir clé.

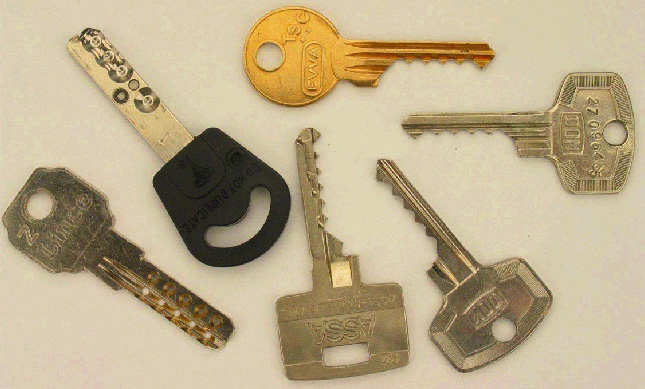
Clés avec différents niveaux de sécurité.

En serrurerie, une clé (ou clef dans sa graphie traditionnelle) est un petit instrument qui permet d'actionner une serrure.
Ordinairement faites de fer ou d'acier, les clés sont de nos jours essentiellement composées d'alliages à base de cuivre, de zinc et de nickel. Des alliages également connus sous l'appellation de maillechort.

## Description

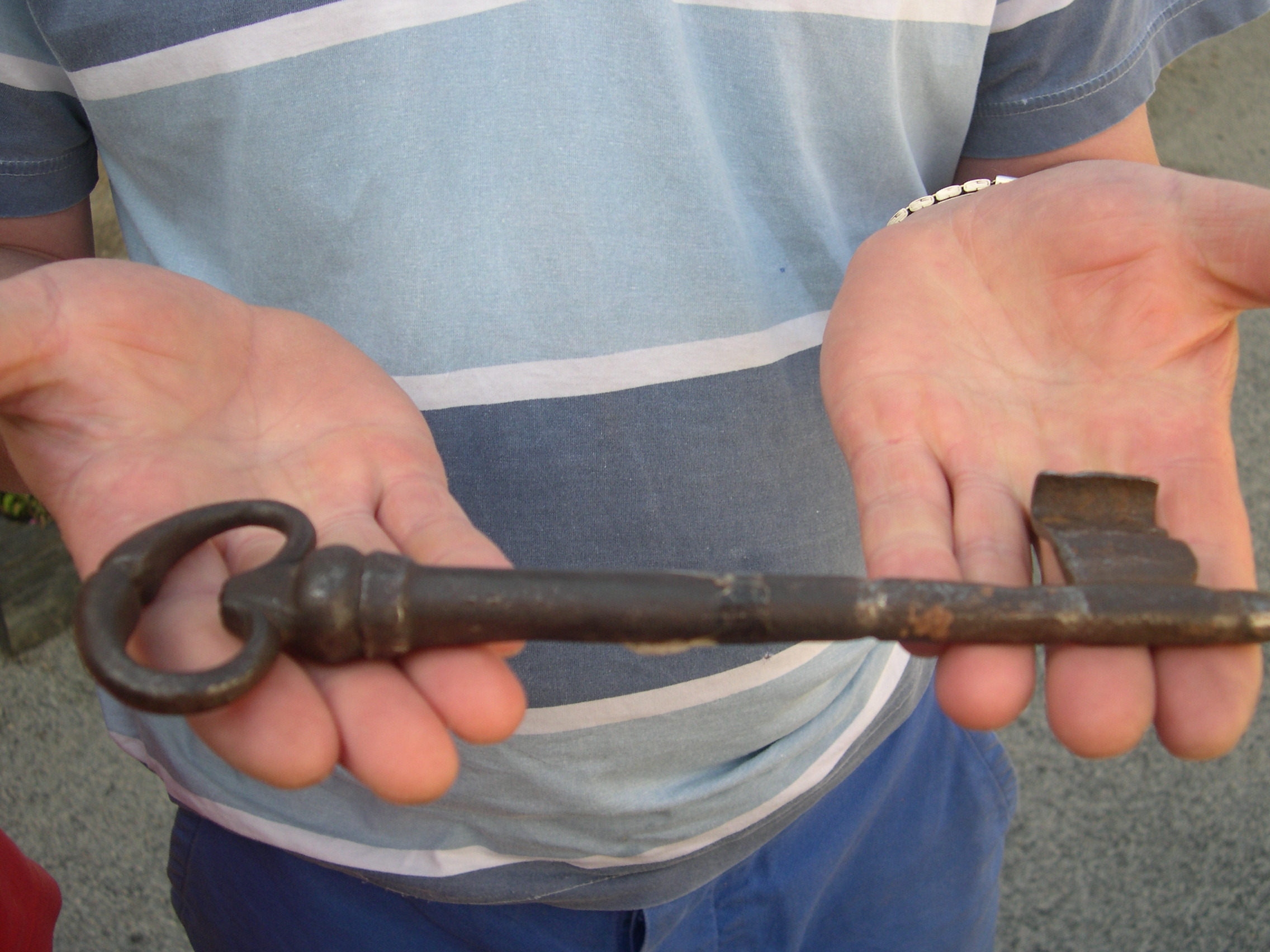
Clé bénarde.

La forme et le motif des clés dépendent naturellement de la serrure.
Les clés utilisées dans les serrures à garnitures et les serrures à gorges comportent les parties suivantes :
- Anneau destiné à la prise en main. C'est l'extrémité par laquelle la clé est tenue. Elle peut être simple ou ornée de motifs distinctifs.
- Embase qui sépare l'anneau de la tige, souvent en forme d'olive.
- Tige, qui peut être pleine (par exemple, la clé bénarde) ou forée, pour s’enfiler sur l’axe de la serrure. Elle relie le panneton à la tête.
- Panneton : la partie destinée à actionner le pêne de la serrure. Son motif, taillé de façon à correspondre aux garnitures de la serrure, est découpé en creux parallèles à la tige (les rouets), perpendiculaires à la tige (râteaux ou pertuis). L'extrémité du panneton la plus éloignée de la tige s'appelle le museau. Le panneton peut être simple ou double (un de chaque côté de la tige)

La partie de la clé entrant dans la serrure est appelée accueillage.

### Vocabulaire
- Accueillage : partie de la clé entrant dans la serrure
- Arrêt ou butée
- Bout ; ce qui dépasse de la tige après le panneton
- Bouterolle
- Canon
- Cou
- Dos
- Dent ou cran
- Embase ou boucle : partie qui permet de délimiter l'anneau de la tige.
- Panneton
- Museaux
- Pointe
- Profil
- Rouet
- Tête ou anneau
- Tige ou râteau  ou pertuis : partie qui rentre dans la serrure.
- Variures

## Histoire
Parallèlement à l'histoire des serrures, des clés datant du IIe millénaire av. J.-C. furent découvertes en Iran, Nouvelle-Guinée, Maroc, Inde, Afrique et en Chine. Les clés de l'Église du Saint-Sépulcre à Jérusalem sont, depuis le règne de Saladin au XIIe siècle, confiées à deux familles musulmanes.

## Types de clés

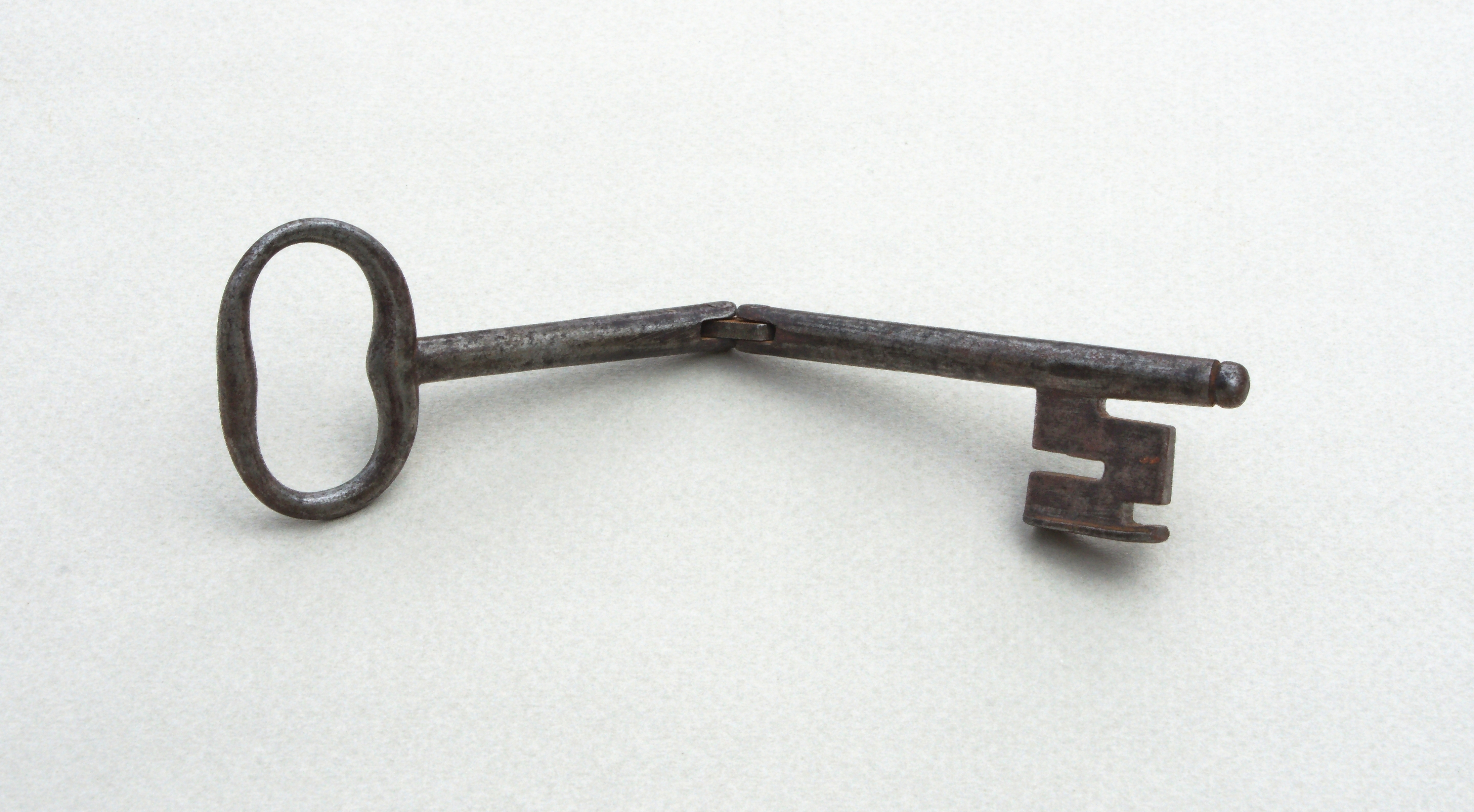
Clé articulée (ca. 1900).

Les Clés à chiffres sont des clés anciennes dont les profils de panneton évoquent des chiffres.
Les serrures à goupilles cylindriques sont généralement actionnées par des clés plates crantées. Le tranchant de la tige plate est découpé sur un côté, de façon à déplacer les goupilles de la serrure à la hauteur adéquate. On les appelle également clés paracentriques. C’est de nos jours le type de clés le plus répandu. Les clés plates crantées sont aisément duplicables.
Il existe également des clés tubulaires (pour les serrures tubulaires à goupilles) et des clés à pompe. Pour les serrures de sécurité, les crans des clés peuvent être remplacées par des billes. 

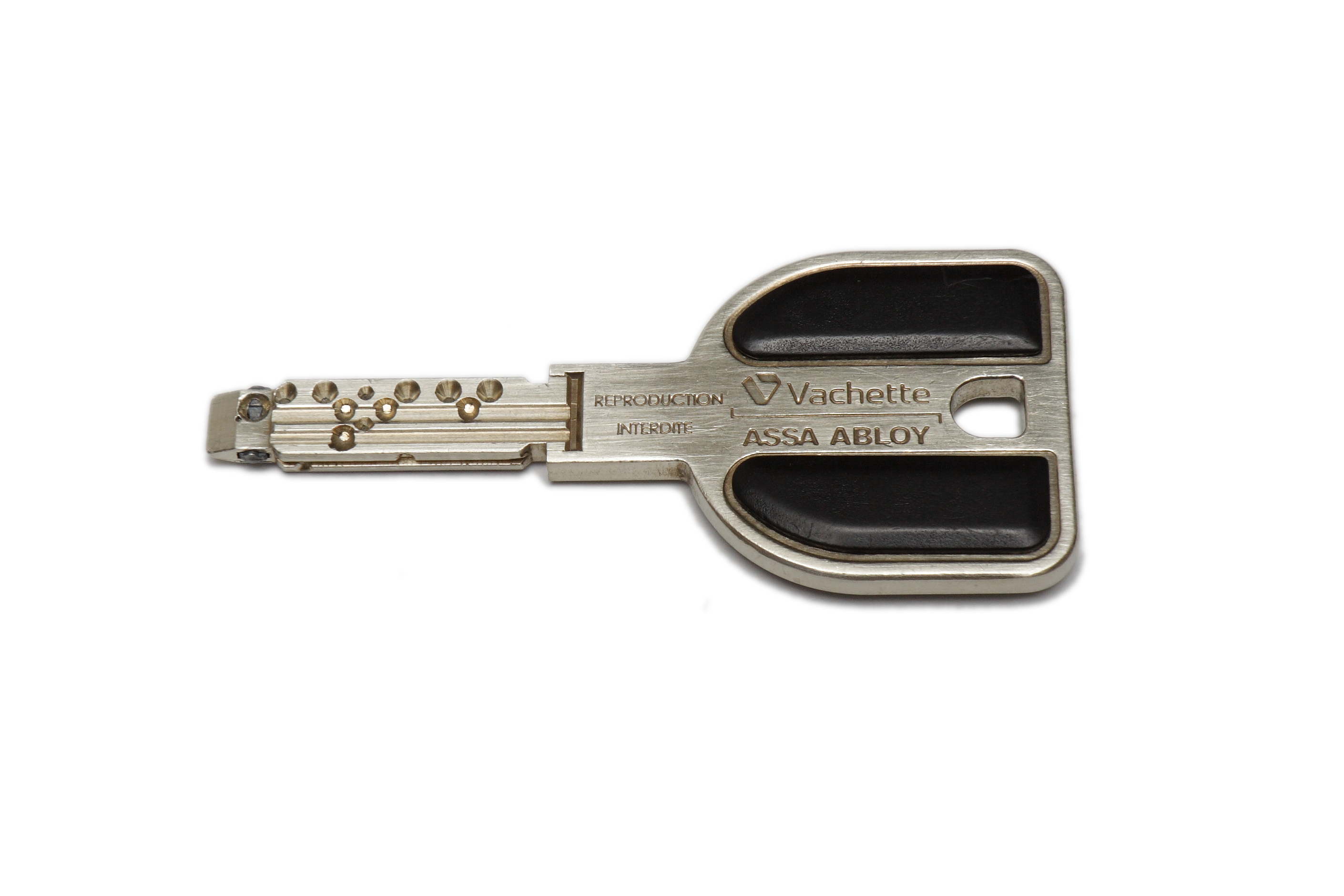
Clé radiale.

Les clés radiales, parfois appelées clés à trous ne sont pas crantées mais comportent sur leurs deux faces des creux de différentes profondeurs dans lesquelles viennent se placer les goupilles de la serrure. Toutes ces clés, plus rares, nécessitent pour leur duplication des équipements différents de ceux utilisés pour la reproduction des clés plates crantées. Elles offrent donc davantage de sécurité. Cependant, le perfectionnement des machines ne peut garantir leur non reproduction.
Afin de limiter la duplication des clés de sécurité, ces dernières sont généralement vendues avec une carte de propriété, exigible lors d’une demande de copie. Les serruriers ne sont pas habilités à effectuer eux-mêmes la reproduction et doivent faire appel au fabricant.
Il existe des clés magnétiques, incrustées d’aimants destinés à actionner les goupilles des serrures magnétiques.

### Clé individuelle
En serrurerie, la clé individuelle est une clé propre et unique au fonctionnement du barillet (cylindre).

### Clés spéciales

#### Passepartout
Un passepartout est une clé destinée à ouvrir plusieurs serrures du même type.

#### Passe partiel (PP)
Un passe partiel ouvre une ou plusieurs portes en fonction de l'organigramme défini au préalable. Une même installation peut alors avoir un passe général et plusieurs passes partiels.

#### Clé pistolet
Une clé pistolet est une clé dont l'utilité était de protéger les gardiens de prisons.

## Hiérarchisation
La « hiérarchie » des clés est définie par un organigramme, représentation schématique des autorisations d'accès des différents membres du personnel (personnes) aux lieux souhaités ou désirés.
Le passe général est un passe qui permet d'ouvrir tout (niveau le plus haut dans la hiérarchie). Le passe partiel est un passe qui ouvre une section, une partie, ou servant de clé individuelle.

## Collection de clés
Le passe-temps ou la passion de collectionner des clés s'appelle la clavophilie, ou clavissophilie.